# وليم أغلبي
وِليَم أُغلبي (بالإنجليزية: William Ogilby)‏؛ (1805–1873) هو عالم حيوان إيرلندي الولادة كان في طليعة مِمَّن صنَّف وسمَّى أنواع الكائنات الحيَّة في ثلاثينات القرن التَّاسع عشر وشغل منصب أمين جمعية علم الحيوان في لندن ما بين 1839 إلى 1847. انتقل إلى إيرلندا خلال مجاعة أيرلندا الكبرى.